# Carpelimus abdominalis
Carpelimus abdominalis är en skalbaggsart som först beskrevs av Sharp 1880.  Carpelimus abdominalis ingår i släktet Carpelimus och familjen kortvingar. Inga underarter finns listade i Catalogue of Life.